# Бей, Иван Теофанович
Иван Теофанович Бей (род. 1942) — украинский советский колхозник, депутат Верховного Совета СССР.

## Биография
Родился в 1942 году. Украинец. Член КПСС с 1969 года.
С 1948 года электросварщик на заводе, тракторист, звеньевой механизированного звена. С 1972 года бригадир тракторной бригады колхоза имени Мичурина Лубенского района Полтавской области Украинской ССР. Без отрыва от производства заочно окончил Полтавский сельскохозяйственный институт по специальности агроном.
Депутат Совета Союза Верховного Совета СССР 9-10 созывов (1979—1984) от Лубенского избирательного округа № 539 Украинской ССР, в Верховном Совете 9 созыва — член Комиссии по промышленности Совета Союза.
Делегат XXVI съезда КПСС (1981).
С февраля 1991 года — председатель колхоза имени Мичурина села Михновцы. В 1994 году основал Совместное межхозяйственное предприятие «Лубенский межлесхоз», был его директором до 1998 года. Затем вышел на пенсию, проживает в Михновцах.